# Управління в справах сільського і колгоспного будівництва при РМ УРСР
Управління в справах сільського і колгоспного будівництва при Раді міністрів Української РСР — вищий державний орган УРСР в галузі будівництва в селах і колгоспах, деякий час входило до складу Ради Народних Комісарів (з 1946 року — Ради Міністрів) Української РСР. У квітні 1953 року реорганізоване і підпорядковане Міністерству сільського господарства та заготівель Української РСР. У грудні 1953 року відновлене під назвою Головне Управління із будівництва в колгоспах при Раді міністрів Української РСР (начальник Радін Костянтин Степанович).

## Начальники Управління
- Марков Василь Сергійович (.03.1945 —.11.1945)
- Іванов Борис Олександрович (.02.1946 —.07.1950)
- Радін Костянтин Степанович (.07.1950 — .04.1953)